# Dumbarton Bridge (Washington, D.C.)
Pour les articles homonymes, voir Dumbarton.
Le Dumbarton Bridge – également appelé Buffalo Bridge ou Q Street Bridge – est un pont en arc à Washington, la capitale des États-Unis.
Situé au sein du Rock Creek Park, ce pont routier terminé en 1915 permet le franchissement de la rivière Rock Creek ainsi que de la Rock Creek and Potomac Parkway (en) par la Q Street.
Il est inscrit au Registre national des lieux historiques le 16 juillet 1973.